# بوغود
بوغود (توفي سنة 31 قبل الميلاد)، ملك أمازيغي ابن ملك موريطنية باخوس الأول، تشارك حكم موريطنية مع أخيه الأكبر باخوس الثاني، حيث حكم بوخوس الثاني شرق نهر ملوية وحكم هو غربا. وهو حليف مهم ليوليوس قيصر، دعم بوغود فيما بعد مارك أنتوني في الصراع على السلطة بين أنتوني وأوكتافيان. وقد خلعه شقيقه عن الحكم وقتل في حصار ميثون قبل معركة أكتيوم.

## دعم قيصر
أيد كل من بوغود وباخوس الجنرال الروماني يوليوس قيصر في كفاحه ضد أنصار بومبيوس الكبير في أفريقيا (49-45 قبل الميلاد). في محاولة لتقويض دعم قيصر، هاجم غناوس بومبيوس أراضي بوغود، ولكن أجبر على التراجع. هذا الأمر جعل فقط بوغود يوسع عمله ضد بومبيوس. أرسل قيصر سيتيوس لمساعدة بوغود في الهجوم على أراضي الملك يوبا الأول في نوميديا، الذي كان جيشه يتقدم للانضمام إلى بومبيانز. استولى بوغود على مدينة سيرتا، مما اضطر جوبا للعودة إلى دياره مع جيشه، والتخلي عن بومبيانز.
بعد انتصار قيصر على قوات بومبيان بقيادة ميتيلوس سكيبيو في معركة تابسوس (على ساحل تونس الحديثة) في 46 قبل الميلاد، أعطيت لبوخوس السيطرة على جزء كبير من نوميديا التي أخدت من يوبا. وشارك بوغود أيضا في معركة موندا، وشن هجوما هاما على الجزء الخلفي من جيش بومبيان مما أثار رد فعل مرتبك لدى بومبيانز الأمر الذي سرعان ما تسبب في كسر قواتهم.

## إسبانيا
خلال حكم كينتوس كاسيوس لونجينوس لهيسبانيا أولتيريور، حدث تمرد هدد نظام قيصر، الذي لم يكن يوما محبوبا في إسبانيا. طلب كاسيوس الدعم وقدمه له بوغود. ومع ذلك، تدخل ماركوس أميليوس ليبيدوس في أوامر قيصر للتوسط. ساعد ليبيدوس على استعادة النظام، لكنه تفاوض على اتفاق مع المتمردين. فشل هجوم مفاجئ من قبل مساعدي بوغود واضطر كاسيوس للاستقالة. ثم انسحب حينها بوغود إلى موريطنية.

## دعم أنتوني
بعد اغتيال قيصر في 44 قبل الميلاد، اتخذ الحكام الموريطنيين جانبين معتاكسين في الانقسام الذي تطور في القوات القيصرية. حيث دعم بوغود ماركوس أنطونيوس، في حين وقف باخوس إلى جانب أوكتافيان (لاحقا الإمبراطور أوغسطس). وحوالى سنة 38، استولى باخوس على منطقة بوغود بينما كان بوغود يقوم بحملات في اسبانيا واجبره على الفرار إلى انطونيوس في الشرق. ثم أصبح باخوس الحاكم الوحيد لموريطنية وأكد ذلك من قبل اوكتافيان. توفي بوغود في حملة أنطونيو أكتيوم، أثناء القتال في ميثوني. بعد وفاته، أوصى الملك باخوس الثاني بموريطنية إلى اوكتافيان سنة 33 قبل الميلاد.
كان بوغود متزوجا من إيونوي، التي يفترض أنها كانت من أحد عاشقات قيصر.